# Nenad Šulava
Nenad Šulava est un joueur d'échecs croate né le 25 décembre 1962 à Osijek et mort le 5 septembre 2019 à Nice. Il était affilié  la fédération monégasque des échecs depuis 2018. Au 1er septembre 2019, il était le numéro un monégasque avec un classement Elo de 2 427 points.

## Biographie et carrière
Šulava remporta le championnat de Yougoslavie junior en 1981. Après la guerre en Croatie, il s'est installé en France dans les années 2000 et a participé au championnat de France des clubs d'échecs.
Grand maître international depuis 2000, il a participé aux olympiades de 2000 et 2002 au quatrième échiquier de l'équipe de Croatie, marquant dix points en vingt parties.
Il a joué en 2018 au deuxième échiquier de l'équipe de Monaco lors de l'Olympiade d'échecs de 2018.
Šulava collabora à la revue échiquéenne New in Chess.
Il est mort en 2019 d'un cancer.